# Аліса (персонаж Льюїса Керрола)
Аліса (в оригіналі — Еліс, англ. Alice) — вигаданий персонаж і головний герой дитячого роману Льюїса Керролла «Аліса у Дивокраї» (1865) і його продовження «Аліса в Задзеркаллі» (1871). Дитина середини вікторіанської епохи, Аліса ненавмисно вирушає в підземну пригоду після того, як провалилася в кролячу нору в Країну Чудес; у сіквелі вона переходить через дзеркало в світ задзеркалля.
Персонаж виник в історіях, які розповідав Керролл, щоб розважити сестер Лідделл під час веслування на «Ісіді» зі своїм другом Робінсоном Даквортом і під час наступних веслування. Хоча вона поділяє своє ім'я з Аліса Лідделл, вчені розходяться в думках щодо того, наскільки вона була заснована на Лідделл. Охарактеризована Керроллом як «любляча та ніжна», «ввічлива до всіх», «довірлива» та «дика допитливість», Аліса по-різному вважалася розумною, вихованою та скептичною до влади, хоча деякі коментатори вважають більше негативних аспектів її особистості. Її зовнішній вигляд змінився від «Пригод Аліси під землею», першої чернетки «Аліси в Дивокраї», до ілюстрацій політичного карикатуриста Джона Тенніла, які показують її у двох книгах про Алісу.
Аліса визнана іконою культури. Її описували як відхід від звичайної дитячої героїні ХІХ століття, і успіх двох книг про Алісу надихнув на численні продовження, пародії та імітації з героями, схожими на Алісу за темпераментом. Її інтерпретували за допомогою різних критичних підходів, вона з’являлася та переосмислювалася в численних адаптаціях, зокрема у фільмі Волта Діснея (1951). Її незмінну привабливість приписують її здатності постійно переосмислюватися.

## Характер

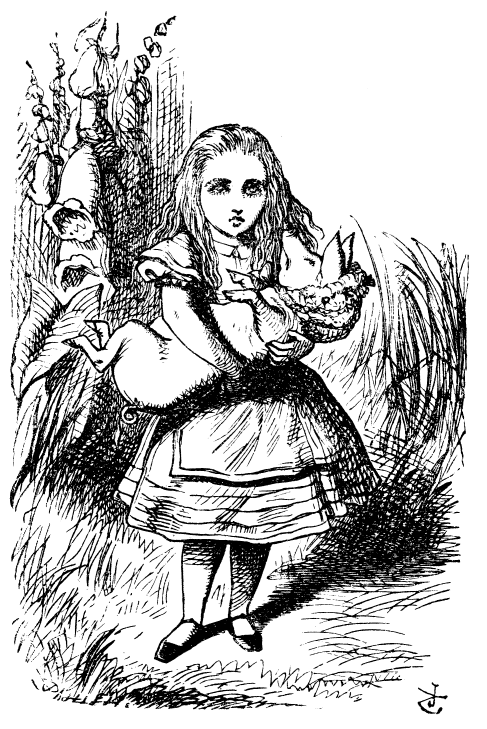
Ілюстрація Аліси та порося Джона Тенніела з книги «Аліса у Дивокраї» (1865)

Аліса — вигадана дитина, яка живе в середині вікторіанської ери. У романі «Аліса у Дивокраї» (1865), дія якого відбувається 4 травня, вважається, що персонажу сім років. У сіквелі, дія якого розгортається 4 листопада, Аліса називає свій вік сім з половиною. У тексті двох книг про Алісу автор Льюїс Керрол часто не звертав уваги на зовнішність своєї героїні. Подробиці її вигаданого життя можна дізнатися з тексту двох книг. Вдома у неї є значно старша сестра, брат, домашня кішка на ім’я Діна, літня нянька та гувернантка, яка вчить її уроки, починаючи з дев’ятої ранку. Крім того, в якийсь момент свого життя вона ходила до денної школи. Алісу по-різному характеризують як приналежність до вищого класу, середнього класу або частину буржуазії.
Пишучи про її особистість у «Алісі на сцені» (квітень 1887), Керролл описав її як «люблячу та ніжну», «ввічливу до всіх », «довірливу» та «дикувато цікаву та з нетерпінням насолоди життям, яке приходить тільки в щасливі години дитинства, коли все нове і справедливе, і коли Гріх і Горе лише імена – порожні слова, які нічого не значать!» Коментатори характеризують її як «невинну», «проникнуту», заглиблену в себе, загалом добре виховану, критичну до авторитетних осіб і розумну. Інші бачать в Алісі менш позитивні риси, пишучи, що вона часто виявляє недоброзичливість у своїх розмовах із тваринами в Країні чудес, вживає насильницьких дій проти персонажа Білла Ящірки, підкидаючи його ногою в повітря, і відображає її соціальне виховання у її відсутності чутливості та неввічливих відповідях. За словами Дональда Рекіна, «незважаючи на її класові та часові упередження, її перелякану метушню та дитячі, принизливі сльози, її пихатість та самовпевнене невігластво, її іноді відверте лицемірство, її загальне безсилля та розгубленість, а також її досить боягузливу готовність відмовитися від боротьби наприкінці двох пригод -[....] багато читачів все ще дивляться на Алісу як на міфічне втілення контролю, наполегливості, хоробрості та зрілого здорового глузду».
Ідею персонажу Керрол взяв з образу своєї юної знайомої — Аліси Плезенс Лідделл, з якою він познайомився у 1856 році, коли їй було 3-4 роки. З часом вона стала його улюбленицею; через багато років він писав їй: «Після Вас у мене було багато маленьких друзів, але усе це зовсім не те…». Ступінь, до якого персонаж Аліси можна ідентифікувати як Алісу Лідделл, є суперечливим. Деякі критики ідентифікують персонажа як Лідделл або пишуть, що вона надихнула персонаж. Інші стверджують, що Керролл вважав свою головну героїню та Лідделла різними. За словами Керролла, його персонаж не базувався на реальній дитині, а був цілком вигаданим.

## Розвиток

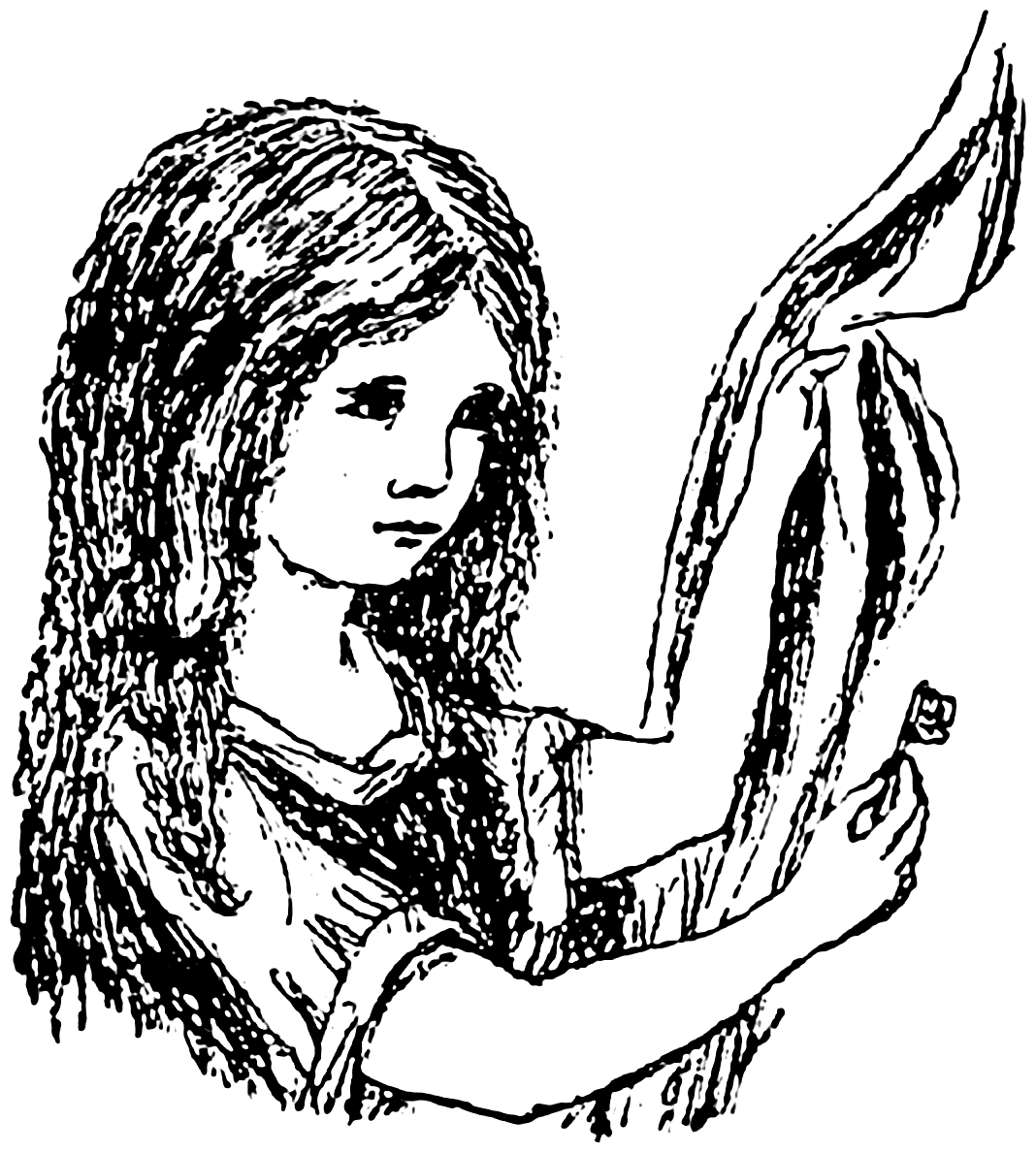
Один із малюнків Керролла Аліси з «Пригод Аліси під землею».

Аліса дебютувала в першому проєкті Керролла «Аліса в Дивокраї», «Пригоди Аліси в Підземеллі». «Підземелля» походить з історій, розказаних сестрам Лідделл у другій половині дня 4 липня 1862 року під час веслування на «Ісіді» зі своїм другом Робінсоном Даквортом та під час наступних веслування. На прохання десятирічної Аліси Лідделл Керролл записав оповідання під назвою «Пригоди Аліси в Підземеллі», яку завершив у лютому 1864 року. «Підземелля» містить тридцять сім ілюстрацій, на двадцяти семи з яких зображена Аліса. Оскільки його малюнки Аліси мало схожі на Алісу Лідделл, чиє ім'я вона поділяє, було припущено, що його моделлю могла бути молодша сестра Аліси, Едіт. Він зображує свою героїню в туніці, на відміну від пошитих суконь, які могли носити сестри Лідделл. На його ілюстрації вплинули художники -прерафаеліти Данте Габріель Россетті та ААртур Г'юз, на чию картину «Дама з бузком» (1863) він візуально посилався в одному малюнку в «Підземеллі». У листопаді 1864 року він передав Алісі Лідделл написані від руки Пригоди Аліси в Підземеллі».
Джон Тенніл проілюстрував «Алісу в Дивокраї» (1865) за гонорар у 138 фунтів стерлінгів, що становило приблизно чверть того, що Керролл заробляв щороку і який він платив за себе. Тенніел уже був успішним і відомим провідним ілюстратором сатиричного журналу «Панч», коли у квітні 1864 року Керрол найняв його ілюстратором. Натомість на той час Керролл ще не мав літературної слави. Тенніл, ймовірно, заснував більшість своїх ілюстрацій на тих, що були в «Підземеллі», а Керролл ретельно стежив за його роботою; серед його пропозицій було те, що Аліса має мати довге світле волосся. Одяг Аліси — це типовий одяг дівчини середнього класу середини вікторіанської епохи, який могла носити вдома. Її передник, деталь, створена Тенніел і тепер пов’язана з персонажем, «вказує на певну готовність до дії та відсутність церемонії». Зображення Теннілом Аліси бере свій початок від фізично схожого персонажа, який з'являвся принаймні у восьми карикатурах у «Панча» протягом чотирьох років, починаючи з 1860 року. У зображенні 1860 року цей персонаж носив одяг, який тепер асоціюється з Алісою: «пишна спідниця, бліді панчохи, туфлі на плоскій підошві та пов’язка на розпущене волосся». У зображеннях героїня поставала як архетип приємної дівчини із середніх класів; її описували як схожу на Алісу: «пацифістка і невтручальниця, терпляча і ввічлива, не поспішає відповідати агресією на агресію інших».
Гонорар Тенніела за ілюстрації продовження «Аліса в Задзеркаллі» (1871) зріс до 290 фунтів стерлінгів, які Керрол знову заплатив все зі своєї кишені. Тенніел дещо змінив одяг Аліси в сіквелі, де вона носить панчохи в горизонтальну смужку замість однотонних і має більш вишуканий передник з бантом. Спочатку Аліса носила «спідницю в шахівницю на криноліні», подібну до спідниці Червоної та Білої Королев, як ферзь; дизайн був відхилений Керроллом. Її одяг як королеви і в залізничному вагоні – модна на той час сукня в полонезному стилі з турнюром. Одяг персонажів картин «Моя перша проповідь» (1863) художника-прерафаеліта Джона Мілле та «Попутники» (1862) вікторіанського художника Августа Леопольда Еґга має деякі спільні елементи з одягом Аліси у вагоні. Керролл висловив незадоволення через те, що Тенніел відмовився використовувати модель для ілюстрацій Аліси, написавши, що це призвело до того, що її голова та ноги були непропорційними.

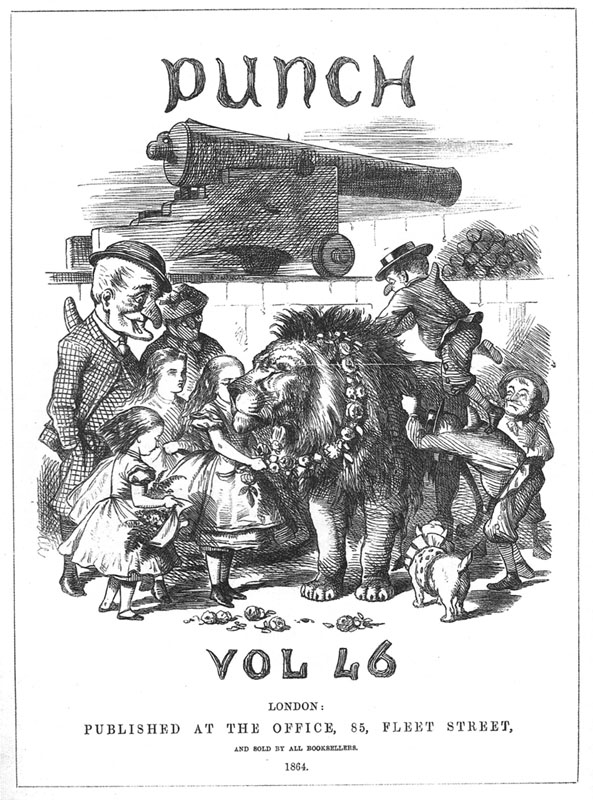
Раннє зображення Аліси на обкладинці журналу «Панч» (зліва від лева).

У лютому 1881 року Керролл зв’язався зі своїм видавцем щодо можливості створення «Дитячої кімнати «Аліса»», спрощеного видання «Аліси в Дивокраї» із кольоровими та збільшеними ілюстраціями. Тенніл розфарбував двадцять ілюстрацій із «Аліси в Дивокраї», окрім перегляду деяких їх аспектів; Аліса зображена як білявка, її сукня жовта, з блакитними панчохами. Її сукня стала плісированою з бантом ззаду, і вона носила бант у волоссі. Едмунд Еванс надрукував ілюстрації в кольорі за допомогою хромоксилографії, процесу з використанням дерев’яних дощок для отримання кольорових відбитків.

## Культурний вплив
Аліса була визнана іконою культури. Книги про Алісу продовжують друкувати, і перша книга доступна сотнею мов. «Аліса в Дивокраї» продовжує підтримувати свою популярність, займаючи місце в опитуваннях найкращих дитячих книг. У 2015 році Аліса потрапила до двадцятки найулюбленіших персонажів дитячої літератури у британському опитуванні. Вона також отримала своє ім’я від пов’язки на голові, з якою вона зображена на ілюстраціях Тенніел. Незмінна популярність двох книг про Алісу призвела до численних адаптацій, переосмислень, літературних продовжень і різноманітних товарів. Вплив двох книг про Алісу на літературну сферу почався ще в середині вікторіанської епохи, з різними романами, які прийняли стиль, виступали як пародії на сучасні політичні проблеми або переробили елементи книг про Алісу; вони представляли одного або кількох героїв з характеристиками, подібними до Аліси («зазвичай ввічливі, чіткі та наполегливі»), незалежно від статі.

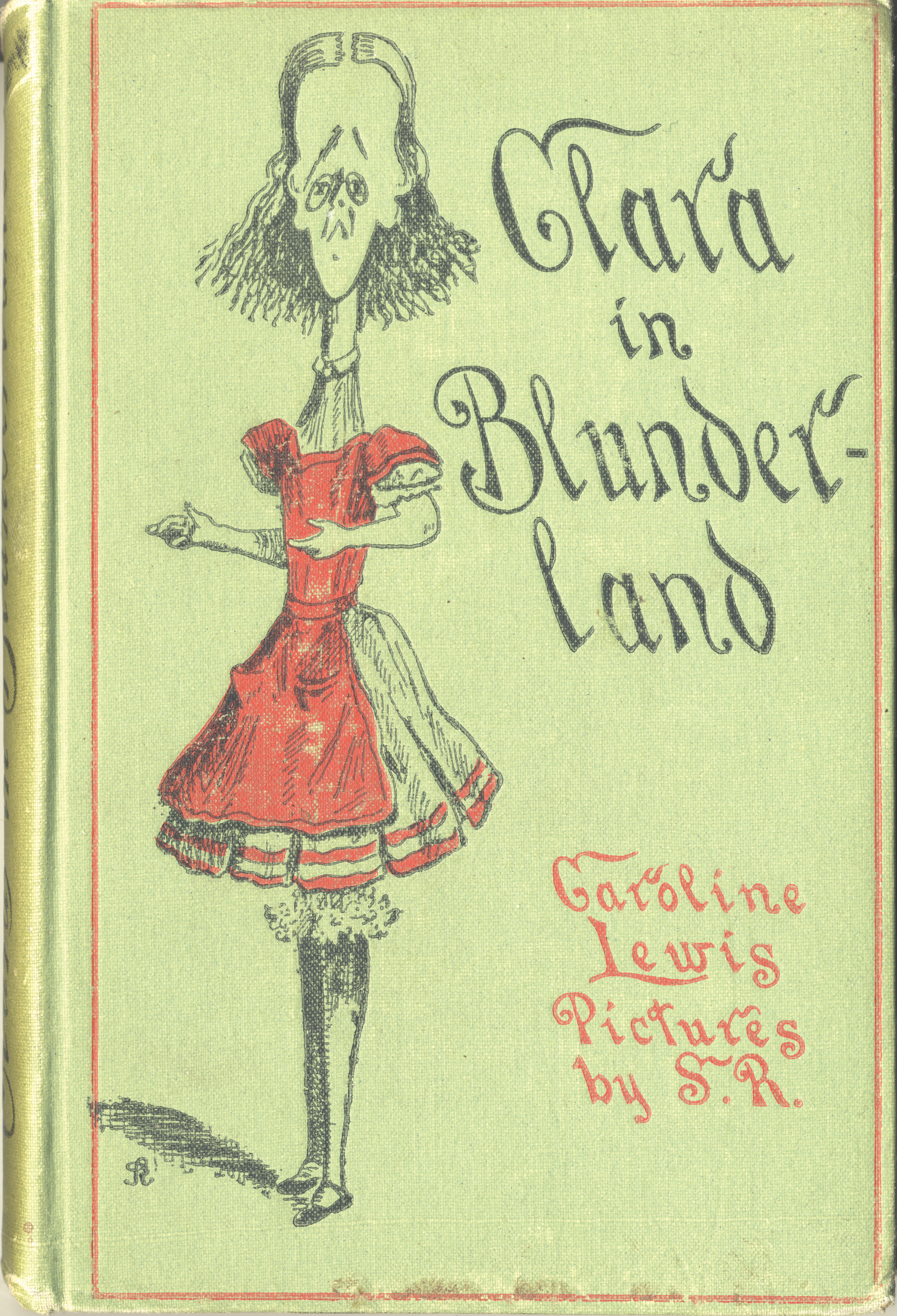
Обкладинка фільму «Клара в Країні Чудес» (1902), політична пародія на «Алісу в Країні Чудес»

«Аліса в Дивокраї» і «Аліса в Задзеркаллі» мали критичний і комерційний успіх за життя Керролла. До 1898 року було надруковано понад 150 000 примірників «Аліси в Дивокраї» і 100 000 примірників «Аліси в Задзеркаллі». Вікторіанським читачам загалом подобалися книги про Алісу як безтурботна розвага, у якій не було суворої моралі, яку часто містили інші книжки для дітей. У своїй рецензії на першу книгу про Алісу The Spectator описав Алісу як «чарівну маленьку дівчинку [...] із чудовим стилем розмови», тоді як The Publisher's Circular хвалив її як «просту, люблячу дитину». Кілька рецензентів вважали, що ілюстрації Тенніла доповнили книгу, причому The Literary Churchman зауважив, що мистецтво Тенніла Аліси надає «чарівне полегшення всім гротескним образам, які її оточують». Пізніші літературні критики відзначили персонаж Аліси як незвичайний або такий, що відрізняється від типових дитячих героїв середини ХІХ століття. Річард Келлі бачить персонажа як створення Керроллом іншого головного героя через його переробку вікторіанського тропу сироти. За словами Келлі, Аліса повинна покладатися на себе в Країні Чудес далеко від своєї сім’ї, але моральна та суспільна оповідь про сироту замінена інтелектуальною боротьбою Аліси, щоб зберегти своє почуття ідентичності проти мешканців Країни Чудес. Елісон Лурі стверджує, що Аліса суперечить гендерним, середньовікторіанським концепціям ідеалізованої дівчини: Аліса не має темпераменту, який відповідає ідеалу, і вона кидає виклик дорослим фігурам у Країні чудес.
З 1930-х по 1940-ті роки книги були предметом пильної уваги психоаналітичних літературних критиків. Фрейдисти вважали, що події в «Пригодах Аліси в Країні Чудес» відображають особистість і бажання автора, тому що історії, на яких він базувався, були розказані спонтанно. У 1933 році Ентоні Ґолдшмідт представив «сучасну ідею Керролла як пригніченого сексуального девіанта», теоретизувавши, що Аліса в романі слугувала втіленням самого Керролла. Впливова робота Ґольдшмідта, однак, могла розглядатися як обман. Незважаючи на це, фрейдистський аналіз знайшов у книгах символи «класичних фрейдистських тропів»: «вагінальна кроляча нора і фалічна Аліса, амніотична калюжа сліз, істеричні фігури матері та імпотентні фігури батька, погрози обезголовлення [кастрації], швидка зміна ідентичності».

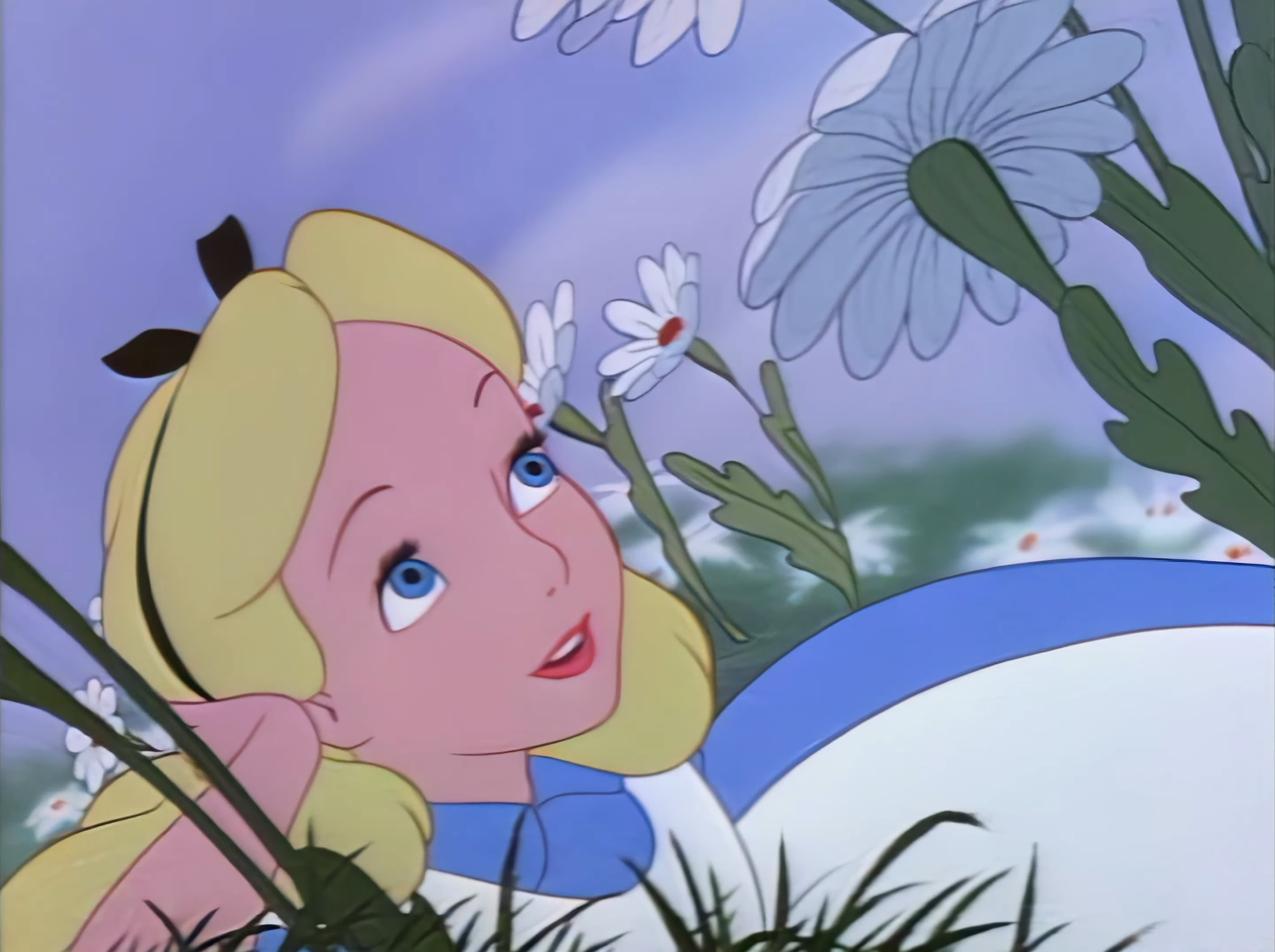
Аліса, як вона з'являється в екранізації Волта Діснея (1951)

Описаний як «найбільший суперник Тенніела», Волт Дісней створив впливове зображення Аліси у своїй екранізації 1951 року, що допомогло сформувати образ Аліси в поп-культурі. Хоча Алісу раніше зображували як білявку в блакитній сукні в несанкціонованому американському виданні двох книг про Алісу, опублікованих Томасом Кроуеллом (1893), можливо, вперше, образ Діснея був найбільш впливовим на зміцнення популярний образ Аліси як такої. Діснеївська версія Аліси має свою візуальну основу в концептуальних малюнках Мері Блер та ілюстраціях Тенніела. Хоча фільм не мав успіху під час початкового показу, пізніше він став популярним серед студентів коледжу, які сприйняли фільм як розповідь, насичену наркотиками. У 1974 році «Аліса в Дивокраї» була перевипущена в Сполучених Штатах, реклама обігрувала цю асоціацію. Асоціація з наркотиками залишається «неофіційною» інтерпретацією, незважаючи на статус фільму як сімейної розваги.
У ХХІ столітті незмінну привабливість Аліси приписують її здатності постійно переосмислюватися. У «Людині у Дивокраї» Кетрін Робсон пише, що «у всіх її різноманітних і пов'язаних з нею формах - підпільних і задзеркальних, текстових і візуальних, намальованих і сфотографованих, як брюнетка Керрола, білявка Тенніела чи манірна міс Діснея, як справжня Аліса Лідделл [...] Аліса є найвищою культурною іконою, доступною для будь-яких форм маніпуляцій, і сьогодні вона така ж повсюдна, як і в епоху її першої появи». Роберт Дугласс-Фейрхерст порівнює культурний статус Аліси з «чимось більше схожим на сучасний міф», припускаючи, що її здатність діяти як порожнє полотно для «абстрактних надій і страхів» дозволяє надавати подальші «значення» персонажу. Зої Жак і Юджин Ґідденс припускають, що персонаж займає статус у поп-культурі, де «Аліса в блакитній сукні така ж всюдисуща, як Гамлет із черепом», що створює «дивну позицію, за якої публіка «знає» Алісу, навіть не читаючи жодної з книг: «Дивокраю» або Задзеркалля»». Вони стверджують, що це дозволяє творчу свободу в наступних адаптаціях, оскільки вірність текстам може бути не помічена.
В Японії Аліса має значний вплив на поп-культуру. Ілюстрація Тенніла та екранізація Діснея вважаються чинниками сприятливого сприйняття двох романів. У молодіжній культурі Японії її сприйняли як «фігуру повстанців так само, як це робили американські та британські «хіпі» 1960-х років». Вона також була джерелом натхнення для японської моди, зокрема моди Лоліти. Її популярність пояснюється ідеєю, що вона втілює ідеал сьодзьо, японське розуміння дівочого віку, яке є «милим і невинним ззовні, і значно автономним всередині».

## Інші ілюстратори
Дві книги про Алісу часто переілюстровуються. Через закінчення терміну дії авторських прав на «Алісу в Дивокраї» у 1907 році було видано вісім нових видань, у тому числі одне, проілюстроване Артуром Рекемом у стилі модерн. Ілюстратори інших видань, опублікованих у 1907 році, включають Чарльза Робінсона, Еліс Росс, В. Х. Вокера, Томаса Мейбенка та Міллісент Соуербі. Серед інших видатних ілюстраторів — Бланш Макманус (1896); Пітер Ньюелл (1901), який використовував монохром; Мейбл Люсі Етвелл (1910); Гаррі Фернісс (1926); і Віллі Погані (1929), який вирізнявся стилем ар-деко.
Серед відомих ілюстраторів 1930-х років — Едгар Терстен (1931) і його візуальні алюзії до краху Волл-стріт 1929 року; Д. Р. Секстон (1933) і Дж. Мортон Сейл (1933), в обох зображена старша Аліса; Мервін Пік (1954); Ральф Стедман (1967), за який він отримав нагороду Меморіалу Френсіса Вільямса в 1972 році; Сальвадор Далі (1969), який використовував сюрреалізм; та Пітер Блейк з його акварелями (1970). До 1972 року було дев'яносто ілюстраторів «Аліси в Дивокраї» і двадцять один ілюстраторів «Аліси в Задзеркаллі». Серед відомих ілюстраторів «Аліси» 1980-х, 1990-х і початку 2000-х років – Баррі Мозер (1982); Грег Гільдебрандт (1990); Девід Франкленд (1996); Лісбет Цвергер (1999), яка використала акварель у своїй екранізації; Гелен Оксенбері (1999), яка отримала за свою роботу дві нагороди: премію Курта Машлера в 1999 році та медаль Кейт Грінвей у 2000 році; і ДеЛосс Макгров (2001) з його абстрактними ілюстраціями.